# نورمان أنتوني
نورمان أنتوني (بالإنجليزية: Norm Cash) هو لاعب كرة قاعدة أمريكي، ولد في 10 نوفمبر 1934 في Justiceburg, Texas ‏ في الولايات المتحدة، وتوفي في 11 أكتوبر 1986 في بلدة سانت جيمس في الولايات المتحدة بسبب غرق.

## وصلات خارجية
- نورمان أنتوني على موقع دوري كرة القاعدة الرئيسي (الإنجليزية)
- نورمان أنتوني على موقعبيزبول رفرنس.كوم (الدوري الرئيسي) (الإنجليزية)
- نورمان أنتوني على موقعبيزبول رفرنس.كوم (الدوري الثانوي) (الإنجليزية)
- نورمان أنتوني على موقع جمعية أبحاث البيسبول الأمريكية (الإنجليزية)
- نورمان أنتوني على موقع إي إس بي إن.كوم (أم.أل.بي) (الإنجليزية)
- نورمان أنتوني على موقع مشجعي الرسوم البيانية (الإنجليزية)